# گنووتسی (استان گابرووو)
گنووتسی (به بلغاری: Genovtsi) یک منطقهٔ مسکونی در بلغارستان است که در شهرستان گابروو واقع شده‌است.